# زمین‌لرزه ۱۹۶۹ بوسنی و هرزگوین
زمین‌لرزه بوسنی و هرزگوین  در تاریخ ۲۶ اکتبر ۱۹۶۹ میلادی، برابر با ‎۴ آبان ۱۳۴۸، ساعت ۱۵:۳۶:۵۱ به زمان یوتی‌سی در بوسنی و هرزگوین رخ داد. ژرفای این زلزله ۱۵ کیلومتر بود. بزرگی آن ۵٫۶ در مقیاس Ms اعلام شده‌است. زمین‌لرزه به وقت محلی در روز یکشنبه، ساعت ۱۶ روی داده و منطقه زمانی آن یوتی‌سی +۱ بوده‌است .
سازمان زمین‌شناسی آمریکا نیز جای این زمین‌لرزه را در مختصات ۴۴°۵۴′شمالی ۱۷°۱۸′شرقی / ۴۴٫۹°شمالی ۱۷٫۳°شرقی و بزرگی آنرا برابر با ۶ در مقیاس ریشتر اعلام کرده‌است. ژرفای گزارش شده از سوی این سازمان ۳۳ کیلومتر می‌باشد.
شمار کشتگان زلزله حدود ۲۰ نفر بوده‌است.تعداد زخمیان ۱۱۰۰ نفر برآورده شده‌است.بی‌خانمان شدگان نیز ۸۵۰۰۰ نفر اعلام شده‌است.